# Fraction continue d'un irrationnel quadratique

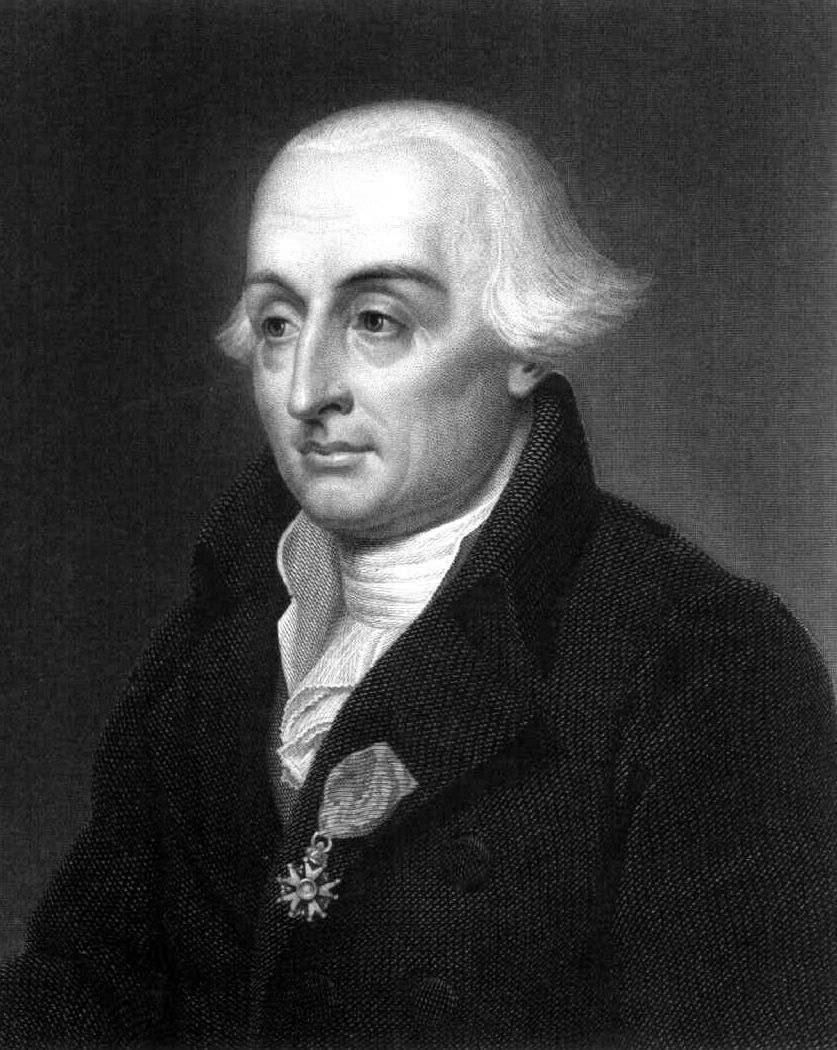
Joseph-Louis Lagrange établit de manière rigoureuse les propriétés des fractions continues des irrationnels quadratiques.

En mathématiques, et plus précisément en arithmétique, la fraction continue d'un irrationnel quadratique correspond à la représentation de ce nombre sous la forme
{\displaystyle a_{0}+{\cfrac {1}{a_{1}+{\cfrac {1}{a_{2}+{\frac {1}{a_{3}+\,\cdots }}}}}}\quad {\text{avec}}\quad a_{0}\in \mathbb {Z} \quad {\text{et}}\quad \forall i\geq 1\quad a_{i}\in \mathbb {N} }.
Si le nombre irrationnel représenté est quadratique, c'est-à-dire s'il est solution d'une équation du second degré à coefficients rationnels, alors la suite d'entiers (an) est  périodique à partir d'un certain rang.
L'intérêt de l'étude de la fraction continue d'un irrationnel quadratique ne se résume pas à cela. La simplicité de l'algorithme permettant de déterminer les coefficients de la fraction en a  fait pendant longtemps une méthode d'extraction de racine carrée. La connaissance de la fraction continue permet, aussi, entre autres, de résoudre la célèbre équation diophantienne dite de Pell-Fermat : x2 – ny2 = ±1.

## Préambule

### Introduction sur un exemple
On cherche à calculer la fraction continue de √13, qui vaut environ 3,605 et un irrationnel quadratique, car solution de l'équation x2 – 13 = 0. Pour calculer la fraction continue, on utilisera l'identité remarquable (a + b)(a – b) = a2 – b2 à chaque étape :
{\displaystyle {\sqrt {13}}=3+(-3+{\sqrt {13}})=3+{\frac {({\sqrt {13}}-3)({\sqrt {13}}+3)}{{\sqrt {13}}+3}}=3+{\frac {4}{3+{\sqrt {13}}}}=3+{\frac {1}{\frac {{\sqrt {13}}+3}{4}}}}
et
{\displaystyle a_{0}=3,~x_{1}={\frac {{\sqrt {13}}+3}{4}}}.
En appliquant le même algorithme sur x1 :
{\displaystyle {\frac {{\sqrt {13}}+3}{4}}=1+{\frac {{\sqrt {13}}-1}{4}}=1+{\frac {1}{\frac {{\sqrt {13}}+1}{3}}}\quad {\text{donc}}\quad {\sqrt {13}}=3+{\cfrac {1}{1+{\cfrac {1}{\frac {{\sqrt {13}}+1}{3}}}}}}
et ainsi :
{\displaystyle a_{1}=1,~x_{2}={\frac {{\sqrt {13}}+1}{3}}.}
On calcule de la même façon {\displaystyle x_{3}} :
{\displaystyle {\frac {{\sqrt {13}}+1}{3}}=1+{\frac {1}{\frac {{\sqrt {13}}+2}{3}}}\quad {\text{donc}}\quad {\sqrt {13}}=3+{\cfrac {1}{1+{\cfrac {1}{1+{\frac {1}{\frac {{\sqrt {13}}+2}{3}}}}}}}\quad {\text{et}}\quad a_{2}=1,~x_{3}={\frac {{\sqrt {13}}+2}{3}}.}
on continue ainsi et on calcule les termes suivant du développement jusqu'à {\displaystyle x_{6}} : 
{\displaystyle x_{3}={\frac {{\sqrt {13}}+2}{3}}=1+{\frac {1}{1+{\frac {1}{6+{\frac {1}{\frac {{\sqrt {13}}+3}{4}}}}}}}}
enfin :
{\displaystyle a_{3}=1,~a_{4}=1,~a_{5}=6,~x_{6}={\frac {{\sqrt {13}}+3}{4}}.}
Le vocabulaire et les notations utilisés ici sont ceux définis dans l'article « Fraction continue » : le quotient partiel an est la partie entière du quotient complet xn, sa partie fractionnaire étant 1/xn+1. La réduite d'indice n désigne la fraction continue tronquée contenant n barres de fraction et construite à l'aide de n + 1 coefficients ; elle est notée hn/kn. Si l'on remplace an–1 par an–1 + 1/xn dans l'expression de la réduite d'indice n – 1, on obtient exactement le nombre initial. Le quotient complet x0 est la valeur initiale.
Dans l'exemple choisi,
{\displaystyle x_{0}={\sqrt {13}}=3+{\cfrac {1}{1+{\cfrac {1}{1+{\cfrac {1}{1+{\frac {1}{1+{\frac {1}{6+\cdots }}}}}}}}}}\quad {\rm {et}}\quad {\frac {h_{0}}{k_{0}}}={\frac {3}{1}},~{\frac {h_{1}}{k_{1}}}={\frac {4}{1}},~{\frac {h_{2}}{k_{2}}}={\frac {7}{2}},~{\frac {h_{3}}{k_{3}}}={\frac {11}{3}},~{\frac {h_{4}}{k_{4}}}={\frac {18}{5}},~{\frac {h_{5}}{k_{5}}}={\frac {119}{33}}}.
Cette notation étant un peu lourde, on utilise de préférence la suivante, ayant la même signification :
{\displaystyle {\sqrt {13}}=[3,1,1,1,1,6\cdots ]}.
Enfin, le quotient complet {\displaystyle x_{6}} est égal à {\displaystyle x_{1}}, ce qui permet de conclure que la suite des coefficients se répète à partir du rang 1. On parle de suite « périodique à partir d'un certain rang » et l'on utilise la notation :
{\displaystyle {\sqrt {13}}=[3,{\overline {1,1,1,1,6}}]},
la barre signifiant une répétition à l'infini de la suite finie d'entiers qu'elle couvre.

### Éléments d'histoire

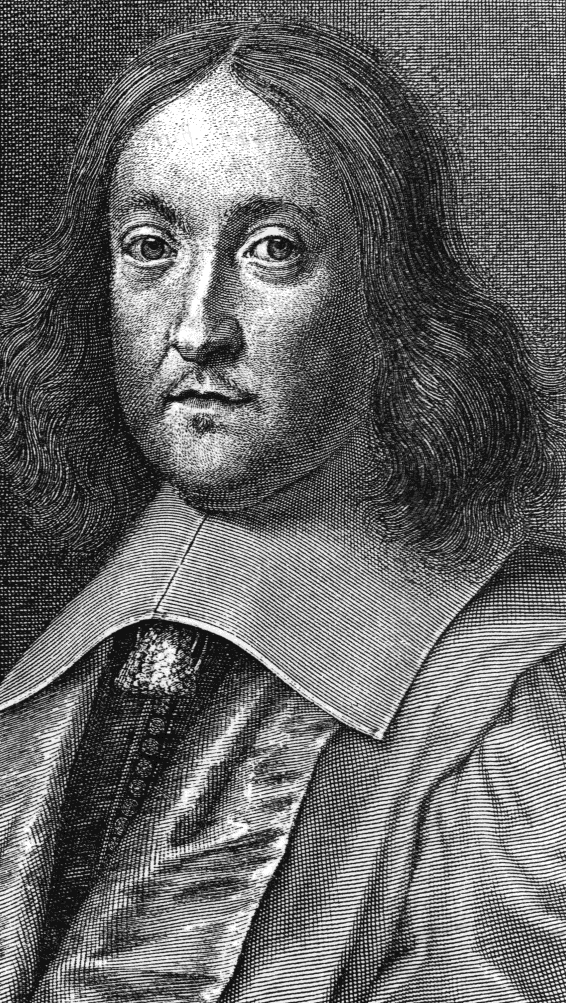
Pierre de Fermat est à l'origine du défi lancé aux mathématiciens qui est à l'origine d'un large développement du savoir sur les fractions continues des irrationnels quadratiques.

Dès le VIe siècle, Aryabhata (476-550), un mathématicien indien, utilise les fractions continues pour obtenir des rationnels proches de racines carrés d'entiers[réf. incomplète]. Si Brahmagupta (598-668), un autre mathématicien indien, s'intéresse à l'équation de Pell-Fermat et utilise une identité remarquable pour la résoudre, il faut attendre le XIIe siècle et Bhāskara II pour voir une approche analogue à celles des fractions continues appliquées à cette équation. Son algorithme, la méthode chakravala, correspond à celui de l'article, à la différence près que a0 n'est pas toujours inférieur au nombre à approcher. Cette différence est reportée à tous les coefficients an, qui peuvent devenir négatifs. Cette spécificité accélère un peu la recherche de la solution.
Ce n'est que plus tard que l'Europe s'intéresse à une démarche de cette nature. Il faut attendre le XVIe siècle pour que Rafael Bombelli fasse usage d'un ancêtre des fractions continues pour le calcul d'approximations de la racine carrée de 13. Pietro Antonio Cataldi comprend la portée de la méthode de Bombelli et l'applique à toutes les racines carrées, dans un petit opuscule à ce sujet, il choisit l'exemple de la valeur 18. On retrouve des résultats de même nature chez Albert Girard en 1625, puis 1634, pour approcher √2 et √10.
À la suite d'un défi lancé par Pierre de Fermat en 1657, William Brouncker, trouve de manière empirique les relations qui relient la fraction continue d'un irrationnel quadratique à l'équation de Pell-Fermat. Il est probable que Bernard Frénicle de Bessy connaissait aussi cette méthode pour résoudre l'équation de Pell-Fermat dont il trouve toutes les solutions pour n plus petit que 150, mais ces travaux ont été perdus ; il défie Brouncker de trouver une solution à l'équation pour n = 313. Dans sa réponse, ce dernier indique qu'il ne lui a pas fallu « plus d'une heure ou deux pour la trouver ». Cette réponse est la suivante :
{\displaystyle x=32\,188\,120\,829\,134\,849\quad {\text{et}}\quad y=1\,819\,380\,158\,564\,160\;}
Ces informations proviennent d'une intense relation épistolaire entre les différents acteurs, qui est finalement publiée par John Wallis en 1658.
Le siècle suivant est celui des démonstrations. Leonhard Euler reprend les travaux de Brouncker et ceux de Wallis, et démontre rigoureusement tous les aspects un peu élémentaires de la théorie ; il montre aussi que si la représentation en fraction continue d'un nombre est périodique, à partir d'un certain rang, alors ce nombre est un irrationnel quadratique. Il faut encore attendre les travaux de Joseph-Louis Lagrange pour la démonstration d'une réciproque ainsi que des raisons de la validité de la méthode Bhāskara II ou de celle de Brouncker. Les propriétés de la fraction continue d'un irrationnel quadratique sont alors essentiellement élucidées ; il ne reste plus qu'à comprendre dans quel cas une fraction continue n'est pas simplement périodique à partir d'un certain rang, mais périodique pure, ce qu'Évariste Galois accomplit en 1828.

## Période
Tout irrationnel dont le développement en fraction continue est périodique est un irrationnel quadratique (a fortiori, ses quotients complets aussi). 
Exemple
L'irrationnel {\displaystyle x=[0,1,1,2,1,2,1,2,\dots ]=[0,1,{\overline {1,2}}]} est égal à {\displaystyle 0+{\frac {1}{1+{\frac {1}{y}}}}={\frac {y}{y+1}}} avec {\displaystyle y=[{\overline {1,2}}]=1+{\frac {1}{2+{\frac {1}{y}}}}}.
En remplaçant {\displaystyle y} par {\displaystyle {\frac {x}{1-x}}} dans cette équation puis en la simplifiant, on trouve {\displaystyle 3x^{2}-1=0}.
Cette implication est au cœur de l'intérêt de la notion de fraction continue pour les irrationnels quadratiques car (plus d'un siècle après sa découverte) Lagrange a réussi à démontrer la réciproque :
Théorème de Lagrange, — Un irrationnel est quadratique si et seulement si son développement en fraction continue est périodique à partir d'un certain rang.
Lagrange a même prouvé que pour un irrationnel quadratique de la forme (P + √D)/Q, les quotients partiels ai sont majorés par 2√D et la période par 2D. Des arguments plus fins,,, basés sur la fonction diviseur, montrent que cette période est un grand O de √D log(D).

## Développement purement périodique
La p-périodicité à partir d'un rang r du développement d'un irrationnel quadratique x s'écrit, avec la même notation que dans le préambule :
{\displaystyle x=[a_{0},a_{1},\cdots ,a_{r-1},a_{r},a_{r+1},\cdots a_{r+p-1},a_{r},a_{r+1}\cdots \;]=[a_{0},a_{1},\cdots ,a_{r-1},{\overline {a_{r},a_{r+1},\cdots a_{r+p-1}}}]}.
Certains nombres possèdent un développement purement périodique, c'est-à-dire dès le premier coefficient (r = 0). C'est le cas, par exemple, du nombre d'or φ. En effet,
{\displaystyle \varphi =1+{\frac {1}{\varphi }}=1+{\frac {1}{1+{\frac {1}{\varphi }}}}=\cdots \quad {\text{et}}\quad \varphi =[1,1,1,\cdots ]=[{\overline {1}}]}.
La question se pose de savoir dans quel cas le développement en fraction continue est périodique pur. Le nombre x est nécessairement un irrationnel quadratique donc son polynôme minimal est de degré 2. La réponse — prouvée par Galois (alors qu'il était encore lycéen) mais déjà implicite dans le travail antérieur de Lagrange — s'exprime en fonction du conjugué xc de x, qui est l'autre racine de son polynôme minimal :
Théorème de Galois, — Si x a un développement en fraction continue purement périodique {\displaystyle x=[{\overline {a_{0},a_{1},\ldots ,a_{p-1}}}]} alors son conjugué xc vérifie 
{\displaystyle -1/x_{c}=[{\overline {a_{p-1},\ldots ,a_{1},a_{0}}}]}. En particulier x est un irrationnel quadratique réduit, c'est-à-dire que x > 1 et –1 < xc < 0.
Réciproquement, le développement en fraction continue de tout irrationnel quadratique réduit est purement périodique.

## Palindrome
La propriété précédente permet d'obtenir une description plus précise du développement en fraction continue d'une racine d'un rationnel non carré :
Théorème de Legendre — Si d > 1 est un rationnel non carré, la fraction continue de √d est de la forme
{\displaystyle {\sqrt {d}}=[a_{0},{\overline {a_{1},a_{2},a_{3}\cdots ,a_{3},a_{2},a_{1},2a_{0}}}]}.
Réciproquement, tout irrationnel dont la fraction continue est de cette forme est la racine carrée d'un rationnel.
Le palindrome que forme alors la période privée de son dernier terme 2a0 a un terme médian si et seulement si cette période est de longueur paire. Par exemple,  √13 = [3, 1, 1, 1, 1, 6] et  √19 = [4, 2, 1, 3, 1 ,2, 8].
La liste des développements en fraction continue des racines carrées des nombres de 2 à 165 est donnée dans. La liste des longueurs des périodes de ces développements est donnée dans  A003285.

## Équation de Pell-Fermat

### Structure de la solution
La fraction continue est une technique à la fois théorique et pratique pour résoudre l'équation de Pell-Fermat suivante, si d est un entier positif non carré :
{\displaystyle (1)\quad x^{2}-dy^{2}=\pm 1}.
Une solution est un couple (a, b) d'entiers tel que a2 – db2 soit égal à ±1. À part les solutions triviales (1, 0) et (–1, 0), toutes se déduisent de celles pour lesquelles a et b sont strictement positifs, en changeant le signe de a ou b. Trois propositions permettent ensuite de comprendre comment se structurent les solutions :

- Tout couple d'entiers strictement positifs solution de l'équation (1) est égal au couple du numérateur et du dénominateur de l'une des réduites de √d.
- La i-ème réduite de √d correspond à une solution de l'équation (1) si et seulement si i + 1 est divisible par la période de √d.
- Si cette période p est impaire, il existe des solutions pour la valeur –1 : elles correspondent aux indices i = qp – 1 pour q impair, ceux pour q pair donnant la valeur 1. Si la période p est paire, la valeur –1 n'est jamais atteinte.

Des exemples de solutions sont données dans "Équation_de_Pell-Fermat#Fraction_continue".

### Groupe des unités
En théorie algébrique des nombres, il est parfois important de connaître la structure du groupe des unités d'un anneau d'entiers algébriques. Cette situation se produit en particulier pour les anneaux d'entiers quadratiques. La compréhension de cette structure est utile, par exemple, pour démontrer le dernier théorème de Fermat pour n = 3 ou 5, ou pour établir la loi d'apparition des nombres premiers dans la suite de Fibonacci (cf. « Anneau des entiers de ℚ(√5) »).
On est amené à chercher les éléments inversibles de l'anneau ℤ[ω] qui sont de la forme a + bω où ω est un entier quadratique et a et b des éléments de ℤ. On montre que cela revient à résoudre une des deux équations diophantiennes suivantes, où d est un entier non carré parfait et f un entier tel que 4f + 1 n'est pas un carré parfait :
{\displaystyle (1)\;x^{2}-dy^{2}=\pm 1\quad (2)\;x^{2}+xy-fy^{2}=\pm 1}.
La première pour d > 0 a déjà été étudiée. Puisque les solutions a + b√d avec a et b > 0 sont données, par ordre croissant des a, par les puissances de l'unité fondamentale hp–1 + kp–1√d (où p est la période de √d) et sont aussi, d'après ce qui précède, les hqp–1 + kqp–1√d (pour q > 0), on a hqp–1 + kqp–1√d = (hp–1 + kp–1√d)q, ce qui offre un moyen de calculer directement cette sous-suite des réduites de √d, par la formule du binôme ou par récurrence.
La deuxième pour f > 0 est très similaire. On dispose d'abord d'un analogue de la première des trois propriétés du § précédent :[réf. souhaitée]

Si d = 4f + 1 et si le couple d'entiers (a, b), avec b > 0 et a + b/2 ≥ 0, est solution de l'équation (2), alors a/b est une réduite de {\displaystyle \alpha :={\frac {{\sqrt {d}}-1}{2}}}.
Les deux autres propriétés se généralisent comme suit,[réf. souhaitée] donc s'appliquent aussi bien à α = √d que (si d est congru à 1 modulo 4) à α = (√d – 1)/2 :

Soient α un entier quadratique (non entier) supérieur à son conjugué, p sa période et hi/ki ses réduites.
- N(hi – kiα) = ±1 si et seulement i + 1 est divisible par p ;
- si p est impair, il existe des solutions pour la valeur –1 : elles correspondent aux indices i = qp – 1 pour q impair, ceux pour q pair donnant la valeur 1. Si p est pair, la valeur –1 n'est jamais atteinte.

## Extraction d'une racine carrée

### Première méthode
Les propriétés de la fraction continue d'un irrationnel quadratique permettent de calculer des approximations des racines carrées. La première technique consiste simplement à calculer les coefficients de la fraction continue puis ses réduites. Par exemple :
{\displaystyle {\sqrt {3}}=[1,{\overline {1,2}}]}.
Les réduites hn/kn se calculent par récurrence :
{\displaystyle {\begin{aligned}h_{-1}=1,\quad &h_{0}=a_{0},\quad &h_{n+2}=a_{n+2}h_{n+1}+h_{n},\\k_{-1}=0,\quad &k_{0}=1,\quad &k_{n+2}=a_{n+2}k_{n+1}+k_{n},\end{aligned}}}
ce qui donne les approximations suivantes de √3 :
{\displaystyle {\begin{aligned}h_{0}&=1,&h_{1}&=2,&h_{2}&=2\times 2+1=5,&h_{3}&=1\times 5+2=7,&h_{4}&=19,&h_{5}&=26,&\cdots \,h_{10}&=989\\k_{0}&=1,&k_{1}&=1,&k_{2}&=2\times 1+1=3,&k_{3}&=1\times 3+1=4,&k_{4}&=11,&k_{5}&=15,&\cdots \,k_{10}&=571.\end{aligned}}}
Ainsi, à la 10e étape, on obtient la fraction 989/571, approximativement égale à 1,732 049 alors que les 7 premiers chiffres significatifs exacts sont 1,732 051. La précision de cet algorithme à l'étape n est meilleure que 1/kn2 (et même, puisqu'ici la période est 2, meilleure que 1/(2kn2) si n est impair, d'après le § « Structure de la solution » ci-dessus). Pour l'approximation d'indice 10, on sait donc que l'erreur est inférieure à 1/5712, meilleure que le 300000e. Une force de cet algorithme est la « qualité » des solutions proposées, où toute fraction de type a/b avec b strictement inférieur à 571 sera nécessairement moins bonne que la dixième réduite de la fraction continue, au sens ci-dessus (et même en un sens plus fin, précisé dans l'article Fraction continue et approximation diophantienne). Par exemple, la meilleure approximation décimale de la racine de 3 avec deux chiffres significatifs, égale à 17/10, commet une erreur supérieure au 50e. Celle un peu équivalente 19/11 correspondant à la réduite d'indice 4 propose une approximation au 100e, soit deux fois meilleure.

### Accélération de la convergence
Les solutions (aq, bq) = (hqp–1, kqp–1) de l'équation de Pell-Fermat donnent une suite extraite de la suite des réduites de √n, qui converge donc plus vite que cette dernière. De plus, puisque aq + bq√n est de la forme (a + b√n)q, on peut accélérer encore la convergence en ne calculant que certaines de ces puissances, par exemple les uj + vj√n = (a + b√n)2j. Puisque
{\displaystyle u_{j+1}+v_{j+1}{\sqrt {n}}=(u_{j}+v_{j}{\sqrt {n}})^{2},}
cette sous-suite se calcule par récurrence par :
{\displaystyle u_{0}=a,\quad v_{0}=b,\quad u_{j+1}=u_{j}^{2}+nv_{j}^{2}\quad {\text{et}}\quad v_{j+1}=2u_{j}v_{j}.}
Par exemple pour n = 3, on trouve a = h1 = 2 et b = k1 = 1 (cf. § précédent) puis
{\displaystyle {\begin{aligned}u_{0}&=2,&u_{1}&=2^{2}+3\times 1^{2}=7,&u_{2}&=7^{2}+3\times 4^{2}=97,&u_{3}&=97^{2}+3\times 56^{2}=18\,817,&u_{4}&=708\,158\,977\\v_{0}&=1,&v_{1}&=2\times 2\times 1=4,&v_{2}&=2\times 7\times 4=56,&v_{3}&=2\times 97\times 56=10\,864,&v_{4}&=408\,855\,776\end{aligned}}}
et la précision de u4/v4 dépasse déjà 18 décimales.
La suite des rationnels xj = uj/vj n'est autre que celle produite par la méthode de Héron à partir de x0 = a/b. En effet, d'après la définition des suites (uj) et (vj), on a
{\displaystyle x_{j+1}={\frac {x_{j}+{\frac {n}{x_{j}}}}{2}}}.
Sa convergence est donc quadratique.

## Un exemple historique de résolution de l'équation de Pell Fermat
L'équation suivante possède une longue histoire :
{\displaystyle x^{2}-61y^{2}=1}.
Brahmagupta l'utilise comme illustration d'un  ancêtre de la méthode chakravala dès le VIIe siècle. Il est repris par Bhāskara II qui perfectionne la méthode et lui donne une puissance algorithmique un peu supérieure à celle par les fractions continues, présentée ici. 
En  février 1657 (à la suite d'un autre défi plus célèbre datant du 3 janvier de la même année), l'exemple est encore repris par Pierre de Fermat dans une lettre à Bernard Frénicle de Bessy (il propose également le cas n = 109). Ce défi est à l'origine des travaux anglais sur les fractions continues des irrationnels quadratiques et leur connexion avec l'équation de Pell-Fermat.
Appliquons l'algorithme des fractions continues pour calculer les quotients complets et partiels :
{\displaystyle x_{0}={\sqrt {61}}=7+{\frac {1}{x_{1}}},\quad x_{1}={\frac {7+{\sqrt {61}}}{12}}=1+{\frac {1}{x_{2}}},\quad x_{2}={\frac {5+{\sqrt {61}}}{3}}=4+{\frac {1}{x_{3}}},}
{\displaystyle \quad x_{3}={\frac {7+{\sqrt {61}}}{4}}=3+{\frac {1}{x_{4}}},\quad x_{4}={\frac {5+{\sqrt {61}}}{9}}=1+{\cfrac {1}{x_{5}}},\quad x_{5}={\frac {4+{\sqrt {61}}}{5}}=2+{\frac {1}{x_{6}}},\quad x_{6}={\frac {6+{\sqrt {61}}}{5}},}
ce qui donne les premiers quotients partiels : 7, 1, 4, 3, 1, 2. Il n'est plus nécessaire de continuer. En effet, les quotients complets x5 et x6 sont associés car ils ont le même dénominateur. La moitié du palindrome est donc déjà explicitée. Comme ce phénomène se produit pour deux indices adjacents, on peut en déduire que la période est impaire et égale à 2×5 + 1. On peut aussi en déduire que a6 est égal à a5, ainsi que les termes suivants : 2, 1, 3, 4, 1. Enfin, le dernier terme est égal au double du premier, soit 14. La première solution est alors celle d'indice 10, dont la position est mise en valeur en rouge dans l'expression suivante :
{\displaystyle {\sqrt {61}}=[7,{\overline {1,4,3,1,2,2,1,3,4,{\color {Red}1},14}}]}.
Par les formules de récurrence (comme au § « Première méthode »), on obtient :
{\displaystyle {\begin{aligned}h_{1}&=8,&h_{2}&=39,&h_{3}&=125,&h_{4}&=164,&\cdots &\,h_{10}&=29\;718\\k_{1}&=1,&k_{2}&=5,&k_{3}&=16,&k_{4}&=21,&\cdots &\,k_{10}&=3\;805.\end{aligned}}}
On sait, puisque la période est impaire, que cette première solution donne h102 – 61k102 = –1 et non pas +1. Ni Brahmagupta, ni Fermat n'acceptent ce type de solution. La bonne réduite est donc la 21e. Pour la calculer, on peut soit prolonger le calcul, soit utiliser le même principe que celui de la deuxième méthode d'extraction d'une racine :
{\displaystyle h_{21}+k_{21}{\sqrt {61}}=(h_{10}+k_{10}{\sqrt {61}})^{2}}.
La solution du défi de Fermat est :
{\displaystyle h_{21}=1\,766\,319\,049,\quad k_{21}=226\,153\,980\quad {\text{et}}\quad h_{21}^{2}-61\times k_{21}^{2}=1}.